# Computer ottico
Un computer ottico è un dispositivo che utilizza luce (fotoni), anziché elettricità, per manipolare, memorizzare e trasmettere dati.

## Come funziona
I fotoni hanno proprietà fisiche fondamentali differenti dagli elettroni e delle ricerche hanno tentato di fare uso di queste proprietà per produrre computer con performance e/o capacità migliori dei computer elettronici.
Sono in fase sperimentale ma per gli specialisti del settore si parla di uno sviluppo che terminerà nell'arco del decennio.

## Evoluzione
La tecnologia dei computer ottici è ancora ai primi stadi: computer ottici funzionanti sono stati costruiti in laboratorio, ma non hanno superato la fase di test.
Sono tuttavia in fase di sviluppo computer a fibra ottica con la caratteristica di avere al loro interno un modem ad elevatissima velocità che garantirà un impiego rapido e funzionale di ogni genere di applicazione che richiede tempo agli attuali dispositivi quali il download in ampia scala e l'installazione di programmi su disco rigido.